# Poiana Mărului (okręg Braszów)
Poiana Mărului – wieś w Rumunii, w okręgu Braszów, w gminie Poiana Mărului. W 2011 roku liczyła 3315 mieszkańców.